# Државе и територије Аустралије
Аустралија се састоји од шест држава, три територије на матичном копну и седам мањих прекоморских територија. Државе су Нови Јужни Велс, Квинсленд, Јужна Аустралија, Тасманија, Викторија и Западна Аустралија. Две значајније континенталне територије су Северна Територија и Аустралијска престоничка територија. У многим питањима територије функционишу као државе. Једини изузетак је правило да федерални парламент може да поништи законе територијалних парламената. Насупрот томе, акти федерације могу да суспендују државне само у случајевима који су дефинисани Чланом 51. Устава Аустралије; сва остала законодавна овлашћења, укључујући и области здравства, образовања, полиције, правосуђа, саобраћаја, јавног транспорта и локалне самоуправе, искључиво су у надлежности државних парламената.
Свака држава и територија има своје законодавне органе (једнодомне у случају Северне територије, Престоничке територије и Квинсленда, односне дводомне у свим осталим државама). Доњи дом је познат под називом Законодавна Скупштина (Скупштински Дом у Јужној Аустралији и Тасманији), а горњи као Законодавни Савет. Шефови влада у свакој држави и територији називају се премијери, односно главни министри. Државни гувернер представља краљицу у свакој држави, администратор у Северној територији, а главни гувернер (федерални) столује у Аустралијској Престоничкој територији.
У саставу Аустралије је и неколико мањих територија; федерална влада контролише одвојену област у Новом Јужном Велсу — Територију Џервис-беј, као морнаричку базу и луку за главни град. Уз ову, Аустралија контролише и следеће, насељене територије ван аустралијског континента: острво Норфок, Божићна острва, Кокосова острва, као и неколико углавном ненасељених прекоморских територија: Острва Ашмор и Картије, Корална острва, Острва Херд и Макдоналд, и Аустралијску антарктичку територију.

## Државе и територије
| Западна Аустралија Северна територија Јужна Аустралија Квинсленд Нови Јужни Велс Престоничка територија Викторија Тасманија Индијски океан Тиморко море Карпентаријски залив Арафурско море Велики аустралијски залив Тасманово море Басов пролаз Корално море ● Јужни Пацифик Јужни океан ● Велики корални гребен |

| Застава                             | Назив                               |        | Скраћеница | Тип        | Главни град (или највеће место) | Становништво | Површина (км²) |
| ----------------------------------- | ----------------------------------- | ------ | ---------- | ---------- | ------------------------------- | ------------ | -------------- |
|                                     | Острва Ашмор и Картије              |        |            | Спољна     | (Вест Ајлет)                    | 0            | 199            |
| Аустралија                          | Аустралијска антарктичка територија |        |            | Спољна     | (Моусон станица)                | 1.000        | 5.896.500      |
| Аустралијска престоничка територија | Аустралијска престоничка територија | AU-ACT | ACT        | Територија | Канбера                         | 358.894      | 2.358          |
| Божићно Острво                      | Божићно Острво                      | CX     |            | Спољна     | Флајинг Фиш Коув                | 1.493        | 135            |
| Кокосова острва                     | Кокосова острва                     | CC     |            | Спољна     | Вест Ајланд                     | 628          | 14             |
|                                     | Острва Коралног мора                |        |            | Спољна     | (Острво Вилис)                  | 4            | 10             |
|                                     | Острва Херд и Макдоналд             | HM     |            | Спољна     | (Атлас Коув)                    | 0            | 372            |
|                                     | Територија Џервис Беј               |        | JBT        | Територија | (Џервис Беј Вилиџ)              | 611          | 70             |
| Нови Јужни Велс                     | Нови Јужни Велс                     | AU-NSW | NSW        | Држава     | Сиднеј                          | 7.238.819    | 800.642        |
| Острво Норфок                       | Острво Норфок                       | NF     |            | Спољна     | Кингстон                        | 2.114        | 35             |
| Северна територија (Аустралија)     | Северна територија                  | AU-NT  | NT         | Територија | Дарвин                          | 229.675      | 1.349.129      |
| Квинсленд                           | Квинсленд                           | AU-QLD | QLD        | Држава     | Бризбејн                        | 4.516.361    | 1.730.648      |
| Јужна Аустралија                    | Јужна Аустралија                    | AU-SA  | SA         | Држава     | Аделејд                         | 1.644.642    | 983.482        |
| Тасманија                           | Тасманија                           | AU-TAS | TAS        | Држава     | Хобарт                          | 507.626      | 68.401         |
| Викторија (Аустралија)              | Викторија                           | AU-VIC | VIC        | Држава     | Мелбурн                         | 5.547.527    | 227.416        |
| Западна Аустралија                  | Западна Аустралија                  | AU-WA  | WA         | Држава     | Перт                            | 2.296.411    | 2.529.875      |

## Терминологија
| Ентитет                                                                                | Тип                    | Повезаност са монархом                  | Домаћи администратор        | Шеф Владе                       | Горњи дом Парламента | Доњи дом Парламента   | Скраћеница за посланика | Скраћеница за посланика |
| Аустралија                                                                             | Савезна Влада          | Директна                                | Генерални гувернер          | Први министар                   | Сенат                | Представнички дом     | Сенатор                 |                         |
| -------------------------------------------------------------------------------------- | ---------------------- | --------------------------------------- | --------------------------- | ------------------------------- | -------------------- | --------------------- | ----------------------- | ----------------------- |
| Јужна Аустралија                                                                       | Савезна држава         | Директна (путем Акта о Аустралији)      | Гувернер                    | Премијер                        | Законодавни савет    | Дом скупштине         |                         |                         |
| Тасманија                                                                              | Савезна држава         | Директна (путем Акта о Аустралији)      | Гувернер                    | Премијер                        | Законодавни савет    | Дом скупштине         |                         |                         |
| Нови Јужни Велс                                                                        | Савезна држава         | Директна (путем Акта о Аустралији)      | Гувернер                    | Премијер                        | Законодавни савет    | Законодавна скупштина |                         |                         |
| Викторија                                                                              | Савезна држава         | Директна (путем Акта о Аустралији)      | Гувернер                    | Премијер                        | Законодавни савет    | Законодавна скупштина |                         |                         |
| Западна Аустралија                                                                     | Савезна држава         | Директна (путем Акта о Аустралији)      | Гувернер                    | Премијер                        | Законодавни савет    | Законодавна скупштина |                         |                         |
| Квинсленд                                                                              | Савезна држава         | Директна (путем Акта о Аустралији)      | Гувернер                    | Премијер                        | Без (од 1922)        | Законодавна скупштина | Без                     |                         |
| Аустралијска престоничка територија                                                    | Самоуправна територија | Без                                     | Скупштина и Главни министар | Главни министар                 | Без                  | Законодавна скупштина | Без                     |                         |
| Северна територија                                                                     | Самоуправна територија | Индиректна (преко Генералног гувернера) | Администратор               | Главни министар                 | Администратор        | Законодавна скупштина | Без                     |                         |
| Острво Норфок                                                                          | Спољна територија      | Индиректна (преко Генералног гувернера) | Администратор               | Главни министар                 | Администратор        | Законодавна скупштина | Без                     |                         |
| Божићно Острво                                                                         | Спољна територија      | Индиректна (преко Генералног гувернера) | Администратор               | Градоначелник/Председник округа | Администратор        | Окружни савет         | Без                     | Саветник                |
| Кокосова острва                                                                        | Спољна територија      | Индиректна (преко Генералног гувернера) | Администратор               | Градоначелник/Председник округа | Администратор        | Окружни савет         | Без                     | Саветник                |
| *Напомена: Скраћеница је прихватљива, и заправо чешћа, за посланика сваког доњег дома. |                        |                                         |                             |                                 |                      |                       |                         |                         |

## Гувернери и администратори
| Држава             | Гувернер         | Од                |
| ------------------ | ---------------- | ----------------- |
| Нови Јужни Велс    | Мери Башир       | 1. марта 2001.    |
| Квинсленд          | Пенелопе Венсли  | 29. јула 2008.    |
| Јужна Аустралија   | Кевин Скарс      | 8. августа 2007.  |
| Тасманија          | Питер Андервуд   | 2. април 2008.    |
| Викторија          | Алексеј Чернов   | 8. априла 2011.   |
| Западна Аустралија | Малколм Мекаскер | 1. јула 2011.     |
| Северна територија | Том Полинг       | 9. новембра 2007. |

## Премијери и Главни министри
| Држава                              | Премијер      | Странка   | Од              |
| ----------------------------------- | ------------- | --------- | --------------- |
| Нови Јужни Велс                     | Бери О'Фарел  | Либерална | Марта 2011.     |
| Викторија                           | Тед Бејлју    | Либерална | Децембра 2010.  |
| Квинсленд                           | Ана Блај      | Радничка  | Септембра 2007. |
| Јужна Аустралија                    | Џеј Ведерхил  | Радничка  | Октобра 2011.   |
| Западна Аустралија                  | Колин Барнет  | Либерална | Септембра 2008. |
| Тасманија                           | Лара Гидингс  | Радничка  | Јануара 2011.   |
| Аустралијска престоничка територија | Кејти Галагер | Радничка  | Маја 2011.      |
| Северна територија                  | Пол Хендерсон | Радничка  | Новембра 2007.  |
| Острво Норфок                       | Дејвид Бафет  |           | Марта 2010.     |

## Статистика
| Држава                              | Површина (км²) | Ранг | Становништво (2006) | Ранг | Густина (/км²) | Ранг | % становништва у престоници | Ранг |
| Аустралијска престоничка територија | 2.358          | 8.   | 344.200             | 7.   | 137,53         | 1.   | 99,6%                       | 1.   |
| Нови Јужни Велс                     | 800.642        | 5.   | 6.967.200           | 1.   | 8,44           | 3.   | 63%                         | 5.   |
| Викторија                           | 227.416        | 6.   | 5.297.600           | 2.   | 22             | 2.   | 71%                         | 4.   |
| Квинсленд                           | 1.730.648      | 2.   | 4.279.400           | 3.   | 2,26           | 5.   | 46%                         | 7.   |
| Јужна Аустралија                    | 983.482        | 4.   | 1.601.800           | 5.   | 1,56           | 6.   | 73,5%                       | 2.   |
| Западна Аустралија                  | 2.529.875      | 1.   | 2.163.200           | 4.   | 0,79           | 7.   | 73,4%                       | 3.   |
| Тасманија                           | 68.401         | 7.   | 498.200             | 6.   | 7,08           | 4.   | 41%                         | 8.   |
| Северна територија                  | 1.349.129      | 3.   | 219.900             | 8.   | 0,15           | 8.   | 54%                         | 6.   |

## Раздаљине
| Аделејд |        |              |              |              |              |              |              |              |              |              |              |              |              |              |              |
| 2673    | Олбани | Олбани       | Олбани       | Олбани       | Олбани       | Олбани       | Олбани       | Олбани       | Олбани       | Олбани       | Олбани       | Олбани       | Олбани       | Олбани       | Олбани       |
| 1533    | 3588   | Алис Спрингс | Алис Спрингс | Алис Спрингс | Алис Спрингс | Алис Спрингс | Алис Спрингс | Алис Спрингс | Алис Спрингс | Алис Спрингс | Алис Спрингс | Алис Спрингс | Алис Спрингс | Алис Спрингс | Алис Спрингс |
| 1578    | 3633   | 443          | Улуру        | Улуру        | Улуру        | Улуру        | Улуру        | Улуру        | Улуру        | Улуру        | Улуру        | Улуру        | Улуру        | Улуру        | Улуру        |
| 2045    | 4349   | 3038         | 3254         | Бризбејн     | Бризбејн     | Бризбејн     | Бризбејн     | Бризбејн     | Бризбејн     | Бризбејн     | Бризбејн     | Бризбејн     | Бризбејн     | Бризбејн     | Бризбејн     |
| 2483    | 1943   | 2483         | 1223         | 3317         | Брум         | Брум         | Брум         | Брум         | Брум         | Брум         | Брум         | Брум         | Брум         | Брум         | Брум         |
| 3352    | 5656   | 2457         | 2900         | 1716         | 2496         | Кернс        | Кернс        | Кернс        | Кернс        | Кернс        | Кернс        | Кернс        | Кернс        | Кернс        | Кернс        |
| 1196    | 3846   | 3706         | 2751         | 1261         | 3275         | 2568         | Канбера      | Канбера      | Канбера      | Канбера      | Канбера      | Канбера      | Канбера      | Канбера      | Канбера      |
| 3022    | 4614   | 1489         | 1932         | 3463         | 1803         | 2882         | 4195         | Дарвин       | Дарвин       | Дарвин       | Дарвин       | Дарвин       | Дарвин       | Дарвин       | Дарвин       |
| 1001    | 3674   | 2534         | 2579         | 1944         | 3636         | 3251         | 918          | 4023         | Хобарт       | Хобарт       | Хобарт       | Хобарт       | Хобарт       | Хобарт       | Хобарт       |
| 3219    | 3787   | 1686         | 2129         | 3660         | 1045         | 3079         | 4392         | 827          | 4220         | Кунунура     | Кунунура     | Кунунура     | Кунунура     | Кунунура     | Кунунура     |
| 2783    | 5087   | 2505         | 2948         | 976          | 2840         | 740          | 1999         | 2930         | 2682         | 3127         | Макај        | Макај        | Макај        | Макај        | Макај        |
| 731     | 3404   | 2264         | 2309         | 1674         | 3124         | 2981         | 648          | 3753         | 609          | 3950         | 2412         | Мелбурн      | Мелбурн      | Мелбурн      | Мелбурн      |
| 2742    | 5106   | 1209         | 1652         | 1829         | 1834         | 1248         | 2561         | 1634         | 3075         | 1831         | 1296         | 2805         | Маунт Ајза   | Маунт Ајза   | Маунт Ајза   |
| 2781    | 409    | 3696         | 3741         | 4457         | 2389         | 5764         | 3954         | 4205         | 3782         | 3378         | 5195         | 3512         | 4905         | Перт         | Перт         |
| 1412    | 3970   | 3830         | 2875         | 1001         | 3373         | 2495         | 286          | 4034         | 1142         | 4516         | 1926         | 872          | 2400         | 4078         | Сиднеј       |